# Falli e scorrettezze nel gioco del calcio

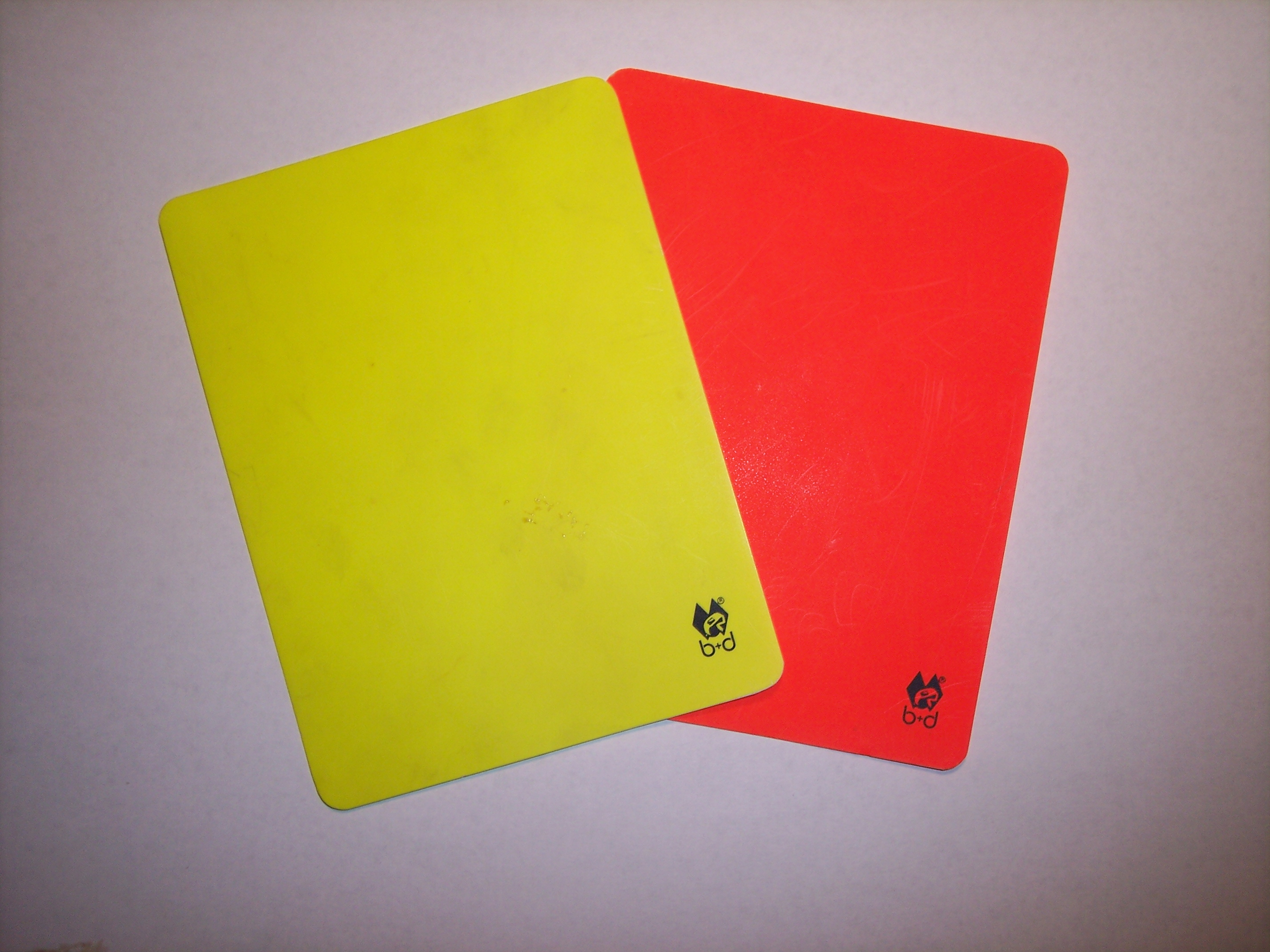
I cartellini giallo e rosso, in dotazione all'arbitro.

I falli e scorrettezze nel gioco del calcio sono delle infrazioni alle regole del gioco del calcio, per le quali l'arbitro deve prendere i dovuti provvedimenti contro il calciatore che ha fatto quel gesto; nella fattispecie i falli e le scorrettezze si distinguono per la presenza o meno di contatto fisico tra avversari o tra la mano/braccio di un calciatore ed il pallone, e vengono puniti con un calcio di punizione diretto o di rigore, se questo avviene nella propria area di rigore, mentre le scorrettezze sono tutte le altre infrazioni che non comportano un contatto fisico, e vengono punite con un calcio di punizione indiretto.
La trattazione dei falli e delle scorrettezze è disciplinata alla Regola 12 del Regolamento del Gioco del Calcio.

## Definizione di fallo

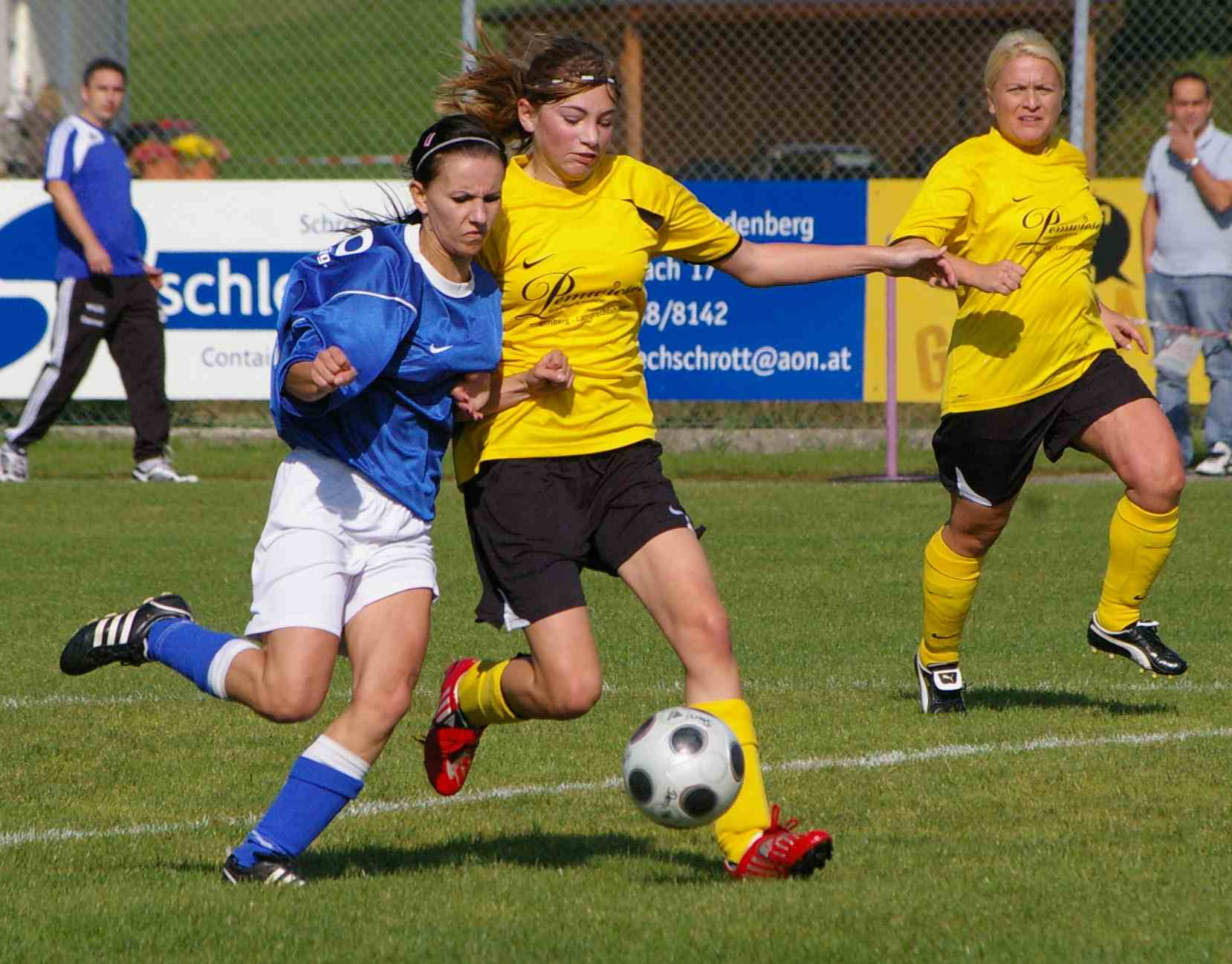
Contrasto irregolare (trattenuta): si tratta di un fallo, punibile con un calcio di punizione diretto.

Se un’infrazione comporta un contatto è punita con un calcio di punizione diretto o di rigore.

### Elenco dei falli

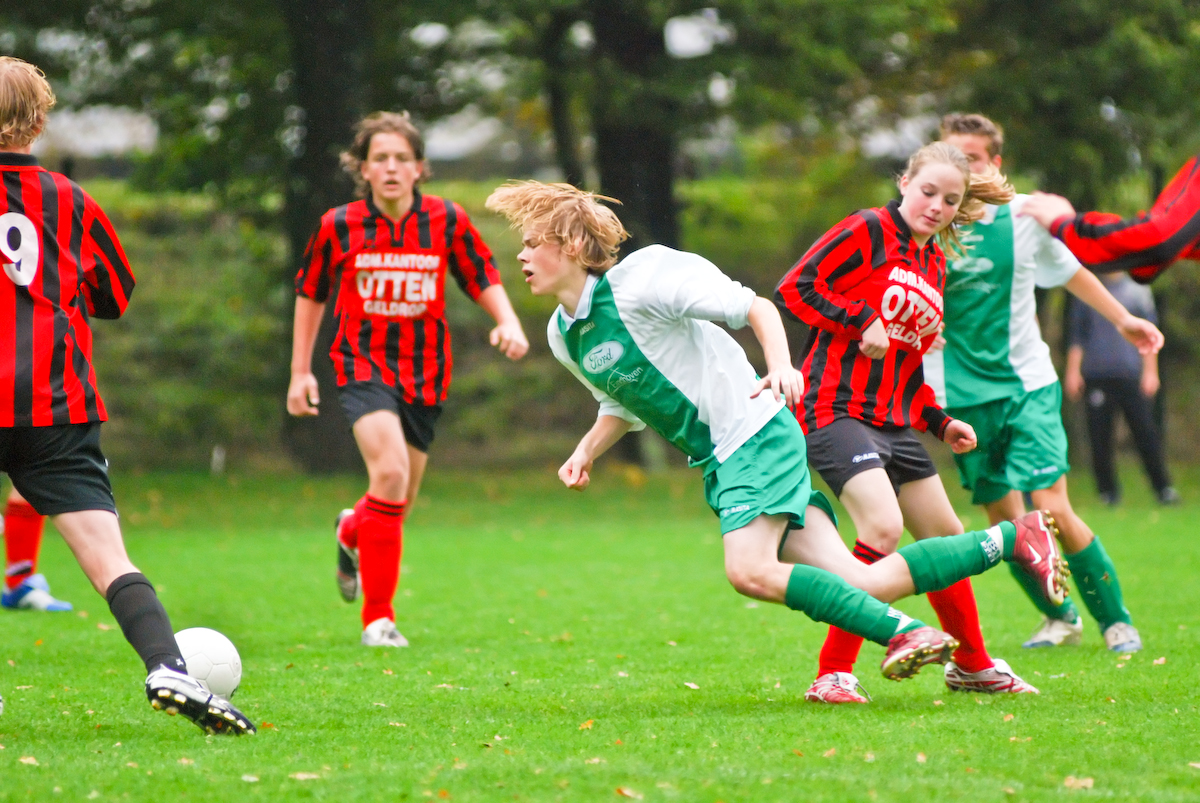
Sgambetto in assenza di contesa per il pallone, effettuata per impedire all'avversario di conquistare il pallone: fallo imprudente. calcio di punizione diretto o di rigore ed ammonizione; espulsione nel caso in cui fosse stata negata una chiara occasione da rete alla squadra avversaria (DOGSO).

Le infrazioni seguenti sono punibili con un calcio di punizione diretto (o di rigore, se commesse all'interno della propria area di rigore), purché commesse a pallone in gioco. Sono dieci: le prime sette riguardano azioni eseguite in un modo giudicato dall'arbitro negligente, imprudente o con vigoria sproporzionata, e sono:
- dare o tentare di dare un calcio ad un avversario;
- fare o tentare di fare uno sgambetto ad un avversario;
- saltare su un avversario;
- caricare un avversario;
- colpire o tentare di colpire un avversario;
- spingere un avversario;
- effettuare un tackle colpendo l'avversario prima del pallone;
- mordere volontariamente l'avversario;

Le ultime tre infrazioni devono essere punite non appena si verificano, a prescindere dall'essere compiute con negligenza, imprudenza o vigoria sproporzionata:
- trattenere un avversario;
- sputare contro un avversario;
- toccare volontariamente il pallone con le mani o con le braccia (escluse le spalle); fa eccezione il portiere all'interno della propria area di rigore.

Il calcio di punizione diretto deve essere eseguito nel punto in cui è stata commessa l'infrazione, con l'eccezione del calcio di rigore che viene battuto nel punto del calcio di rigore. Se un fallo è commesso fuori dal terreno di gioco ma con il pallone in gioco, l'infrazione viene portata nella punto della linea perimetrale più vicino: se per esempio viene commesso oltre la linea di porta in corrispondenza dell'area di rigore, verrà assegnato un calcio di rigore.

## Definizione di scorrettezza
Una scorrettezza è un'infrazione commessa da un calciatore senza contatto fisico.

### Elenco delle scorrettezze
Le infrazioni seguenti sono punibili con un calcio di punizione indiretto:
- giocare in modo pericoloso, per gli avversari o per se stesso;
- ostacolare la corsa di un avversario con il pallone non a distanza di gioco (senza contatto fisico);
- protesta, usa un linguaggio e/o agisce in modo offensivo, ingiurioso o minaccioso o compie altre infrazioni verbali;
- ostacolare il portiere mentre questi si sta liberando del pallone che ha fra le mani;
- inizia un’azione tesa ad aggirare deliberatamente la Regola al fine di passare (anche da calcio di punizione o da calcio di rinvio) al proprio portiere con la testa, il torace, il ginocchio, ecc., indipendentemente dal fatto che il portiere tocchi o no il pallone con le mani; il portiere sarà ammonito se è colui che inizia tale azione deliberata
- commettere ogni altra infrazione, non indicata alla Regola 12, per la quale l'arbitro ha dovuto interrompere la gara per irrogare un'ammonizione o un'espulsione.

Le altre quattro infrazioni sono peculiari del portiere, ovvero possono essere commesse esclusivamente da lui, e all'interno della propria area di rigore; sono le seguenti:
- trattenere il pallone in proprio possesso per oltre 6 secondi;
- toccare il pallone con le mani dopo essersene spossessato, prima che lo stesso sia stato toccato da un altro calciatore;
- toccare il pallone con le mani dopo che un suo compagno lo ha volontariamente calciato verso di lui;
- toccare il pallone con le mani direttamente su rimessa laterale eseguita da un compagno di squadra.

Il calcio di punizione indiretto deve essere eseguito nel punto in cui è stata commessa l'infrazione. Se tuttavia vengono commesse delle infrazioni relative alla Regola 3 (ingresso non autorizzato di un calciatore di riserva, o di un calciatore titolare momentaneamente sul campo per destinazione, sul terreno di gioco; infrazione alla procedura del cambio di ruolo fra portiere e compagno di squadra; uscita volontaria dal terreno di gioco senza preventiva autorizzazione) e alla Regola 4 (modifica al proprio equipaggiamento di base senza avvertire l'arbitro; indossare gioielli o monili), dopo le dovute sanzioni disciplinari il gioco riprenderà con un calcio di punizione indiretto da eseguirsi nel punto in cui si trovava il pallone al momento dell'interruzione.

## Provvedimenti disciplinari
L’arbitro ha l’autorità di adottare provvedimenti disciplinari dal momento in cui entra sul terreno di gioco per il sopralluogo pre-gara fino al momento in cui lo abbandona dopo la fine della gara (compresi i tiri di rigore). Se, prima di entrare sul terreno di gioco all’inizio della gara, un calciatore o un dirigente commette un’infrazione da espulsione, l’arbitro ha l’autorità di inibire al calciatore o al dirigente di prendere parte alla gara (vedi Regola 3.6); l’arbitro riporterà ogni altra scorrettezza nel rapporto di gara.
Il cartellino giallo è utilizzato per comunicare un’ammonizione e il cartellino rosso è utilizzato per comunicare un’espulsione. Il cartellino rosso o giallo può essere mostrato soltanto ad un calciatore titolare, di riserva o sostituito o a un dirigente.

### Infrazioni passibili di ammonizione

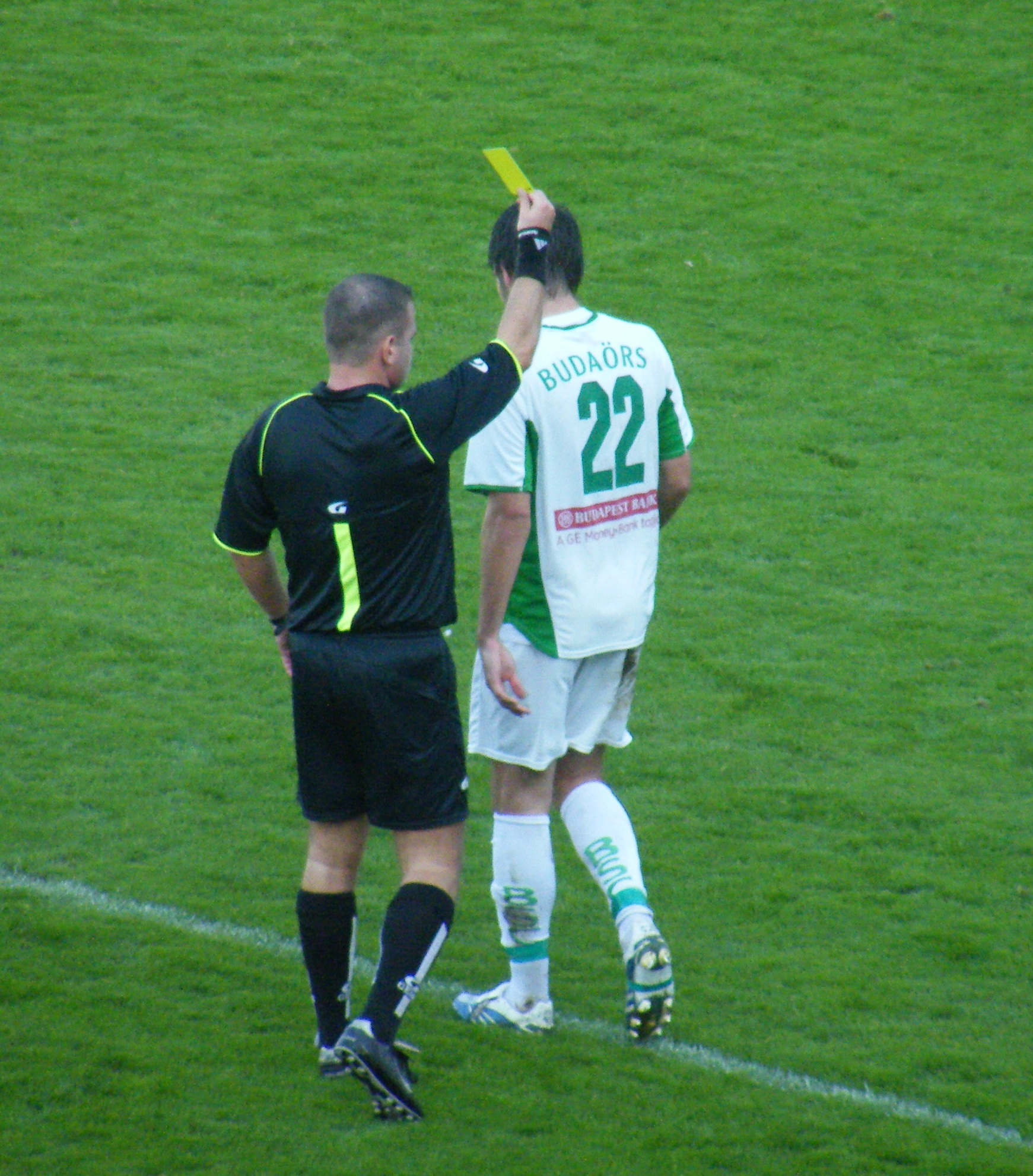
Irrogazione di un'ammonizione

Un calciatore titolare deve essere ammonito se:
- ritarda la ripresa di gioco;
- protesta con parole o gesti/azioni nei confronti degli ufficiali di gara;
- entra, rientra o deliberatamente esce dal terreno di gioco senza la preventiva autorizzazione dell'arbitro;
- non rispetta le distanze regolamentari per i calci di punizione, i calci d'angolo o per le rimesse laterali durante la loro esecuzione;
- infrange ripetutamente le Regole del Gioco;
- è colpevole di comportamento antisportivo[4];
- entra nell'area di revisione dell'arbitro;
- ripete insistentemente il gesto della "revisione" (schermo TV).

Un calciatore di riserva o sostituito deve essere ammonito se:
- ritarda la ripresa del gioco;
- protesta con parole o gesti/azioni nei confronti degli ufficiali di gara;
- entra o rientra sul terreno di gioco senza la preventiva autorizzazione dell'arbitro;
- è colpevole di comportamento antisportivo;
- entra nell'area di revisione dell'arbitro;
- ripete insistentemente il gesto della "revisione" (schermo TV).

### Infrazioni passibili di espulsione

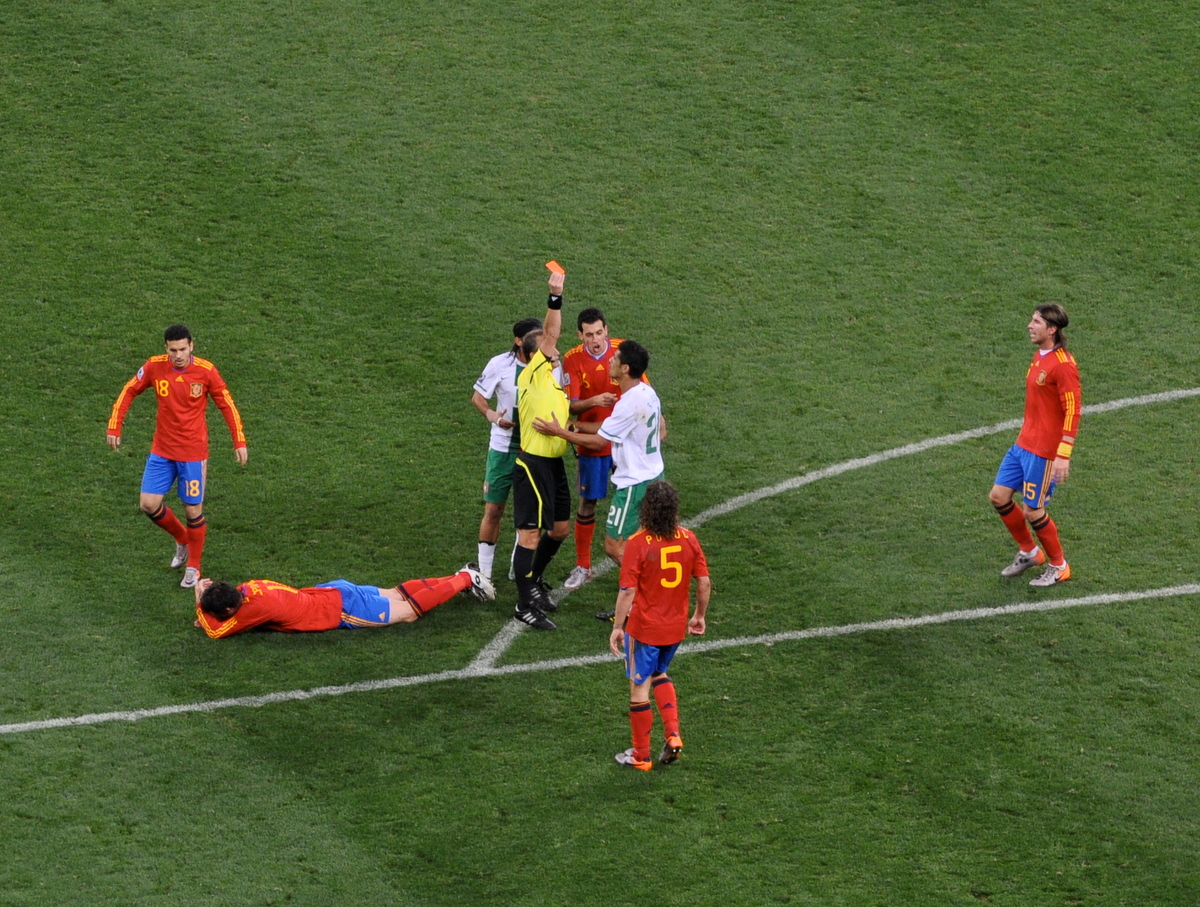
Inflizione di un'espulsione

Un calciatore, sia egli titolare, di riserva o sostituito, deve essere espulso se commette una delle seguenti sette infrazioni:
- nega alla squadra avversaria la segnatura di una rete o un'evidente opportunità di segnare una rete, anche con un fallo di mano (eccetto il portiere nella propria area di rigore);
- è colpevole di un grave fallo di gioco;
- morde o sputa a qualcuno;
- si rende colpevole di condotta violenta[5];
- usa un linguaggio oppure compie dei gesti offensivi, ingiuriosi, oltraggiosi, minacciosi o volgari;
- riceve per la seconda volta un'ammonizione durante una gara;[6]
- entra nella sala operativa video.

## Altre infrazioni
Come già indicato alla definizione di fallo, esistono delle infrazioni, non menzionate alla Regola 12, che per questa ragione non sono falli; fra queste, ne esistono alcune che non sono neanche passibili di ammonizione o di espulsione, e che quindi, non essendo né falli né scorrettezze, sono generiche infrazioni alle Regole. Il loro numero è ristretto, e sono tutte passibili di semplice calcio di punizione indiretto, in favore della squadra avversaria, da eseguirsi nel punto in cui è stata commessa l'infrazione:
- infrazione di fuorigioco;
- durante l'esecuzione di un calcio di rigore, il tiratore o un suo compagno commettono un'infrazione alla procedura della ripresa di gioco e una rete non viene successivamente segnata (es. invadere l'area di rigore prima del tiro, o eseguire il calcio di rigore passando il pallone all'indietro);
- dopo aver correttamente eseguito una ripresa di gioco, il toccare nuovamente il pallone, non con le mani, prima che questo sia toccato da un altro calciatore: se la esegue il portiere, ciò vale anche se la toccasse con le mani, ma unicamente all'interno della propria area di rigore.

## Dettaglio dei falli
Allo scopo di chiarire le definizioni e di uniformare i giudizi dei direttori di gara sul campo, il Regolamento propone diversi paragrafi, a completamento della regolamentazione vera e propria, atti ad esplicare alcuni concetti già espressi, e ad inserire correttamente nella casistica i vari falli e le diverse scorrettezze. Fra questi paragrafi, vi sono quelli riguardanti i falli descritti alla Regola 12, qui riassunti.

### Trattenere un avversario
Un calciatore è colpevole di aver trattenuto un avversario quando, usando una qualunque parte del suo corpo, spingendo, appoggiandosi di spalle, spostandolo, impedisce all'avversario di avanzare, di muoversi, o di raggiungere il pallone o una posizione vantaggiosa. Tecnicamente, la trattenuta è punita con un calcio di punizione diretto o di rigore. Disciplinarmente la trattenuta non è punita; se però è effettuata per interrompere un'azione promettente, diventa una SPA, ovvero Stop a Promising Attack (e quindi meritevole di ammonizione). Se invece è effettuata contro un avversario per negargli l'evidente opportunità di segnare una rete, diventa un DOGSO, meritevole di espulsione.
Se le trattenute iniziano a gioco fermo (per calcio d'angolo, calcio di punizione, ecc.) l'arbitro ha la facoltà di richiamare verbalmente i calciatori prima che il gioco riprenda; se il richiamo non è ascoltato, l'arbitro può ammonire il calciatore. Se una trattenuta comincia a gioco fermo, e continua quando il pallone entra in gioco, sarà assegnato un calcio di punizione diretto; ugualmente, se una trattenuta comincia all'esterno dell'area di rigore e finisce al suo interno, sarà accordato un calcio di rigore.

### Toccare volontariamente il pallone con le mani

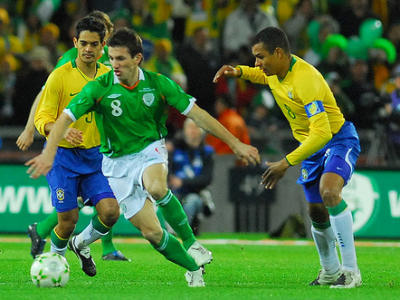
Esempio di braccia mantenute in posizioni innaturali.

È un'infrazione, per i calciatori, toccare volontariamente il pallone con le mani a pallone in gioco, fatta eccezione per il portiere nella propria area di rigore.

Il regolamento afferma quanto segue:
Il fallo di mano implica un contatto volontario tra il pallone e la mano o il braccio di un calciatore.
Per stabilire la volontarietà, l'arbitro deve prendere in considerazione i seguenti criteri: 
- il movimento della mano in direzione del pallone (non del pallone in direzione della mano);
- la distanza tra l'avversario e il pallone (pallone inaspettato);
- la posizione della mano, che non implica necessariamente che ci sia un'infrazione.

In virtù di queste disposizioni, non si considerano infrazioni il ripararsi la faccia, i genitali, oppure il muovere le braccia in corsa, o altri tipi di contatti fortuiti. È invece fallo di mano saltare dalla barriera durante una punizione facendo sporgere le braccia, oppure quando le braccia sono protese durante un contrasto.
Il fallo di mano è punito tecnicamente sempre con un calcio di punizione diretto, o con un calcio di rigore. Un calciatore che tocca volontariamente il pallone con la mano deve essere ammonito per comportamento antisportivo se ad esempio:
- tocca il pallone volontariamente con la mano interrompendo un'azione di importante sviluppo per la squadra avversaria;
- tenta di segnare una rete toccando volontariamente il pallone con la mano;
- tenta di evitare la segnatura di una rete toccando il pallone con la mano ma non riesce nel suo intento.

Se il fallo avviene impedendo una rete o una chiara occasione da rete avversaria, diventa un DOGSO, punito con l'ammonizione se l'infrazione deriva da un tentativo di giocare il pallone dentro l'area di rigore, o espulsione se l'infrazione non da un tentativo di giocare o il pallone o se è commessa fuori dall'area di rigore. Un portiere non è mai passibile di alcuna infrazione punita con un calcio di rigore per aver toccato il pallone con le mani all'interno della propria area di rigore, né di nessun'altra scorrettezza in merito al contatto mano/pallone all'interno della propria area (il che significa che il portiere non può essere espulso neppure se, commettendo un fallo come il toccare volontariamente il pallone con le mani dopo che un compagno di squadra lo ha calciato verso di lui, egli così facendo impedisse alla squadra avversaria la segnatura di una rete o l'evidente opportunità di segnare una rete, cosa che invece accadrebbe se evitasse ciò commettendo un fallo che non implichi il contatto mano/pallone). L'unica eccezione è prevista nel caso in cui un portiere lanci un oggetto contro il pallone, colpendolo: qualunque oggetto lanciato contro il pallone, incluso un secondo pallone, è equiparato ad un tocco di mano.

### Infrazioni commesse contro i portieri
Rappresenta una infrazione:
- ostacolare il portiere mentre questi rilancia il pallone. Se nel farlo un calciatore calcia o cerca di calciare il pallone deve essere punito per gioco pericoloso;
- ostacolare la libertà di movimento del portiere avversario, per esempio durante i calci d'angolo.

### Gioco pericoloso
Il gioco pericoloso consiste nell'effettuare una qualsiasi manovra o azione potenzialmente in grado di attentare all'incolumità personale o di altri, tipicamente nel tentativo maldestro di giocare il pallone. Questa infrazione si manifesta anche quando un calciatore si astiene dal giocare per timore di infortunarsi a causa dell'altrui imperizia. Colpi "speciali" come sforbiciate, o rovesciate sono ammesse, ma soltanto se l'arbitro le giudica innocue per l'incolumità dei calciatori.
L'infrazione è punita tecnicamente con un calcio di punizione indiretto (in assenza di contatto fisico, o con contatto fisico che non costituisca un altro tipo di fallo in sé; se vi è contatto fisico falloso è stata commessa un'altra infrazione, e quindi la ripresa di gioco è un calcio di punizione diretto). Disciplinarmente non è punita in linea generale, ma in rari casi è possibile negare alla squadra avversaria l'evidente opportunità di segnare una rete (DOGSO, cartellino rosso).

### Ostacolare la progressione di un avversario
Ostacolare un avversario, mettendoglisi di fronte per rallentarlo e ostacolarlo, ed impedendogli di arrivare a distanza di gioco dal pallone, costituisce un fallo. Tecnicamente, è punibile con un calcio di punizione indiretto, mentre in linea generale non è punito disciplinarmente. Se si blocca la progressione di un avversario quando il pallone è a distanza di gioco da entrambi i calciatori, non si considera l'azione un fallo.

## Dettaglio delle scorrettezze
Così come per i falli, anche le scorrettezze sono descritte ed ampliate dal Regolamento in paragrafi a sé stanti, a completamento della casistica e della regolamentazione vera e propria.

### Comportamento antisportivo
Un calciatore è colpevole di comportamento antisportivo e deve essere ammonito se, ad esempio, commette una delle seguenti scorrettezze:
- commettere una delle sette infrazioni passibili di calcio di punizione diretto o di rigore, commessa in un modo giudicato dall'arbitro come imprudente;
- commettere un fallo con fini tattici;
- toccare volontariamente il pallone con le mani per tentare di influenzare l'azione di gioco a proprio vantaggio o a svantaggio degli avversari;
- toccare volontariamente il pallone con le mani per tentare di segnare una rete fraudolentemente, che il tentativo riesca o no;
- fingere di aver subito un fallo o un infortunio (simulazione);
- scambiare il ruolo con il portiere a gioco in svolgimento e/o senza l'assenso dell'arbitro;
- distrarre verbalmente un avversario durante il gioco o una ripresa di gioco;
- tracciare segni non autorizzati sul terreno di gioco;
- tentare un tiro astuto (usando la testa, il torace, il ginocchio, eccetera) per passare, a gioco in svolgimento, il pallone al portiere in violazione della Regola 12; indipendentemente da come il portiere controlli il pallone (con le mani o con i piedi), si commina l'ammonizione al calciatore ed un calcio di punizione indiretto alla squadra avversaria nel punto in cui si trovava il calciatore ammonito;
- tentare un tiro astuto per passare, durante l'esecuzione di un calcio di punizione, il pallone al proprio portiere in violazione della Regola 12; il calcio di punizione sarà ripetuto una volta comminata la sanzione;
- tentare di aggirare i divieti imposti dalle Regole;
- ogni altra situazione descritta nelle altre Regole del Gioco (per es: equipaggiamento irregolare), o che sia in chiaro contrasto con lo spirito del gioco, pur non essendo apertamente codificata.

### Negare la segnatura di una rete o un'evidente opportunità di segnare una rete - D.O.G.S.O.
Il DOGSO (Denying an Obvious Goal-Scoring Opportunity), introdotto in sostituzione della condotta gravemente sleale, è volto a punire i calciatori che, all'interno della propria area di rigore, commettono un'infrazione contro un avversario impedendo la segnatura di una rete e l'arbitro assegna un calcio di rigore. Il calciatore colpevole dovrà essere ammonito se l'infrazione deriva da un tentativo di giocare il pallone o da una contesa per il pallone, mentre dovrà essere espulso in tutti gli altri casi, ovvero se l'infrazione non deriva da una tentativo di giocare il pallone, per esempio un fallo di mano, oppure se spinge, trattiene o sgambetta l'avversario. Se l'infrazione è commessa fuori dall'area di rigore, il calciatore colpevole sarà espulso senza distinguere tra il tentativo di giocare il pallone o meno.
I seguenti criteri devono essere presi in considerazione per poter definire un DOGSO come tale:
- Possesso del pallone, o ragionevole possibilità di controllarlo
- Distanza dalla porta avversaria;
- Direzione generale dell'azione;
- La posizione e il numero di difendenti in grado di intervenire sul pallone.

### Grave fallo di gioco e condotta violenta
Se un calciatore utilizza vigoria sproporzionata o brutalità nei confronti di un avversario per il possesso del pallone, egli è colpevole di grave fallo di gioco; in mancanza di contesa del pallone, o se è commessa contro un compagno di squadra, un dirigente, un ufficiale di gara, uno spettatore o qualsiasi altra persona, a prescindere dal fatto che si concretizzi o no un contatto, si tratta di condotta violenta. In ogni caso, il calciatore deve essere espulso.
In caso di grave fallo di gioco, il gioco riprende con un calcio di punizione diretto dal punto in cui è avvenuta l'infrazione, o di rigore, in favore della squadra avversaria.
In caso di condotta violenta il gioco riprende secondo il seguente schema:
- l'infrazione è avvenuta fuori dal terreno di gioco: calcio di punizione indiretto sulla linea laterale;
- l'infrazione è avvenuta sul terreno di gioco a opera di un dirigente o allenatore o altra persona esterna che entra sul terreno di gioco o vi lancia un oggetto: rimessa da parte dell'arbitro nel punto in cui si trovava il pallone al momento dell'interruzione;
- l'infrazione è avvenuta fuori dal terreno di gioco, ed il calciatore colpevole è uscito appositamente per commettere l'infrazione: calcio di punizione indiretto, in favore della squadra avversaria, dal punto in cui si trovava il pallone al momento dell'interruzione;
- l'infrazione è avvenuta sul terreno di gioco a opera di un calciatore di riserva che entra sul terreno di gioco o vi lancia un oggetto: calcio di punizione indiretto, in favore della squadra avversaria, dal punto in cui si trovava il pallone al momento dell'interruzione;
- l'infrazione è avvenuta sul terreno di gioco contro un compagno, l'arbitro o un assistente: calcio di punizione indiretto, in favore della squadra avversaria, dal punto in cui è avvenuta l'infrazione;
- l'infrazione è avvenuta sul terreno di gioco contro un calciatore di riserva avversario: calcio di punizione indiretto, in favore della squadra del calciatore espulso per condotta violenta, dal punto in cui si trovava il pallone al momento dell'interruzione;
- l'infrazione è avvenuta sul terreno di gioco contro un avversario: calcio di punizione diretto dal punto in cui è avvenuta l'infrazione, o di rigore, in favore della squadra avversaria.

## Norma del vantaggio
L'arbitro, invece di fermare immediatamente il gioco per punire tecnicamente un'infrazione, può anche decidere di applicare la norma del vantaggio, lasciando proseguire il gioco se l'infrazione può avvantaggiare la squadra che la ha subita; l'eventuale sanzione disciplinare sarebbe comminata successivamente (alla prima interruzione di gioco), mentre quella tecnica viene sostituita dalla concessione del vantaggio. Per segnalare la decisione di concedere il vantaggio, l'arbitro solitamente estende un braccio, o entrambi, in avanti.
Per decidere se concedere o meno il vantaggio, l'arbitro valuta il luogo dove si svolge l'azione (il vantaggio sarà tanto più efficace quanto più vicino alla porta avversaria si trova il calciatore subente la scorrettezza), il tipo di gara (non è bene concedere il vantaggio in gare di pulcini, giovanissimi e simili, dove è importante punire subito ogni infrazione) e il tipo di infrazione (è bene non concedere vantaggi sulle scorrettezze).
Il vantaggio non si deve applicare in situazioni di grave fallo di gioco o di condotta violenta, a meno che non vi sia una evidente occasione di segnare una rete. Se tuttavia l'arbitro concede il vantaggio in una situazione simile e successivamente il calciatore colpevole di grave fallo di gioco interviene nel gioco stesso prima che il gioco si interrompa, l'arbitro dovrà interrompere l'azione, espellere il calciatore e riprendere il gioco con un calcio di punizione diretto. 